# 放射型城市
放射型城市亦称为中心型城市，通常与组团式城市、线形城市相对。其重要特征为城市往往由一个中心地区作为城市核心构成，其他道路与街道和设施以圆环状或方形环状环绕城市中心辐射而成。这是历史上最为古老的一种城市格局，众多古老的城市均保留这种城市形态。由于中心放射型城市相比组团式城市和线型城市，往往内部交通负担过重，改造困难的严重弊端，较大的中心型城市往往有多个卫星城，用于分担放射型城市内部过重的负担。

## 世界著名放射型城市
- 印度新德里
- 美国华盛顿
- 俄罗斯莫斯科
- 法国巴黎
- 德国柏林
- 德国杜塞尔多夫
- 比利时布鲁塞尔
- 意大利米兰
- 意大利罗马

## 中国大陆主要的放射型城市
中国大陆大多数典型放射型城市都是历史悠久，建成较早的平原城市，其中大多为“方格网+环线+放射线”结构，并非单纯的放射型。
- 北京市   以天安门广场-故宫博物院为核心，中轴线为南北轴，长安街为东西轴。
- 沈阳市   以市府广场为中心，青年大街-北京街-北陵大街为南北轴，北一路-东西快速干道-东陵路为东西轴。
- 徐州市   以彭城广场为中心，中山路为南北轴，淮海路为东西轴。
- 苏州市   以玄妙观为中心，干将路为轴
- 合肥市   以市府广场为中心，长江路为轴
- 成都市   以天府广场为核心，人民北、中、南路为南北轴，蜀都大道为东西轴
- 西安市   以钟楼为核心，东西南北大街为轴

## 台湾的放射狀城市
- 臺中市市區
- 桃園市中壢